# Widze
Widze (biał. Відзы) – osiedle typu miejskiego na Białorusi, w obwodzie witebskim w rejonie brasławskim, 35 km od Brasławia. Około 1,8 tys. mieszkańców (2010).
Siedziba parafii prawosławnej św. Mikołaja Cudotwórcy i rzymskokatolickiej (pw. Narodzenia Najświętszej Maryi Panny).

## Historia
W latach 1921–1945 ówczesne miasteczko leżało w Polsce, w województwie nowogródzkim (od 1926 w województwie wileńskim), w powiecie brasławskim, było siedzibą gminy Widze.
8 lipca 1920 r. pod miejscowością miała miejsce bitwa wojsk polskich z sowieckimi.
Według Powszechnego Spisu Ludności z 1921 roku zamieszkiwało tu 856 osób, 271 było wyznania rzymskokatolickiego, 28 prawosławnego, 200 staroobrzędowego, 316 mojżeszowego a 41 mahometańskiego. Jednocześnie 613 mieszkańców zadeklarowało polską przynależność narodową, 8 białoruską, 182 żydowską a 53 inną. Było tu 145 budynków mieszkalnych. W 1931 w 431 domach zamieszkiwało 2326 osób.
Miejscowość należała do miejscowej parafii rzymskokatolickiej i prawosławnej. Podlegała pod Sąd Grodzki w m. Turmont i Okręgowy w Wilnie; mieścił się tu urząd pocztowy który obsługiwał znaczną część gminy Widze.
Podczas okupacji hitlerowskiej, w listopadzie 1941 roku Niemcy utworzyli getto dla żydowskich mieszkańców. Przebywało w nim około 2000 osób. Latem 1942 roku Niemcy zlikwidowali getto, a Żydów wywieziono do getta w Święcianach.
W miejscowości urodził się Jan Papłoński filolog języka polskiego oraz dyrektor Instytutu Głuchoniemych i Ociemniałych w Warszawie.

## Zabytki
- kościół katolicki z 1914 roku w stylu neogotyckim
- molenna staroobrzędowców pw. Zaśnięcia Matki Bożej z 1910
- w południowej części miejscowości mogiła Tomasza Wawrzeckiego – jednego z przywódców insurekcji kościuszkowskiej.

## Inne obiekty
Cerkiew prawosławna pw. św. Mikołaja Cudotwórcy z 2009 r., parafialna.

## Parafia rzymskokatolicka
Parafia w Widzach istnieje od XV w. Pierwszy drewniany kościół ufundowali w 1481 roku bracia Cwietka i Hanusz Dowgirdowiczowie.

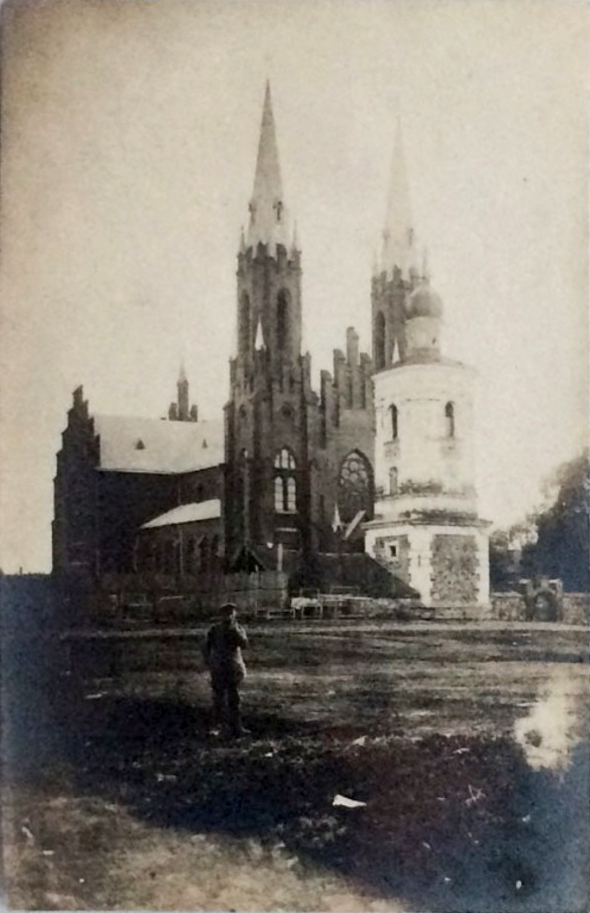
Rynek i kościół
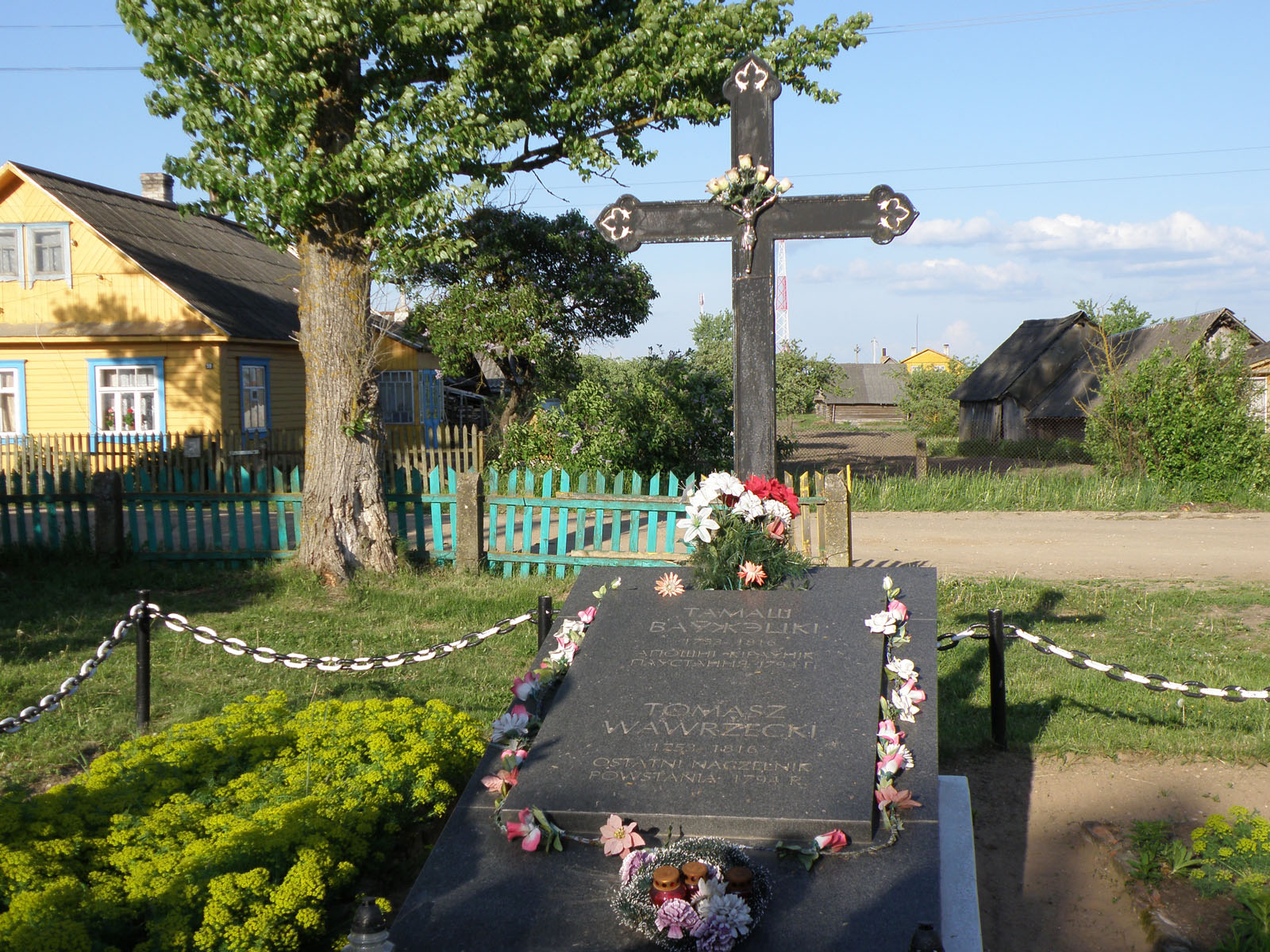
Grób Tomasza Wawrzeckiego
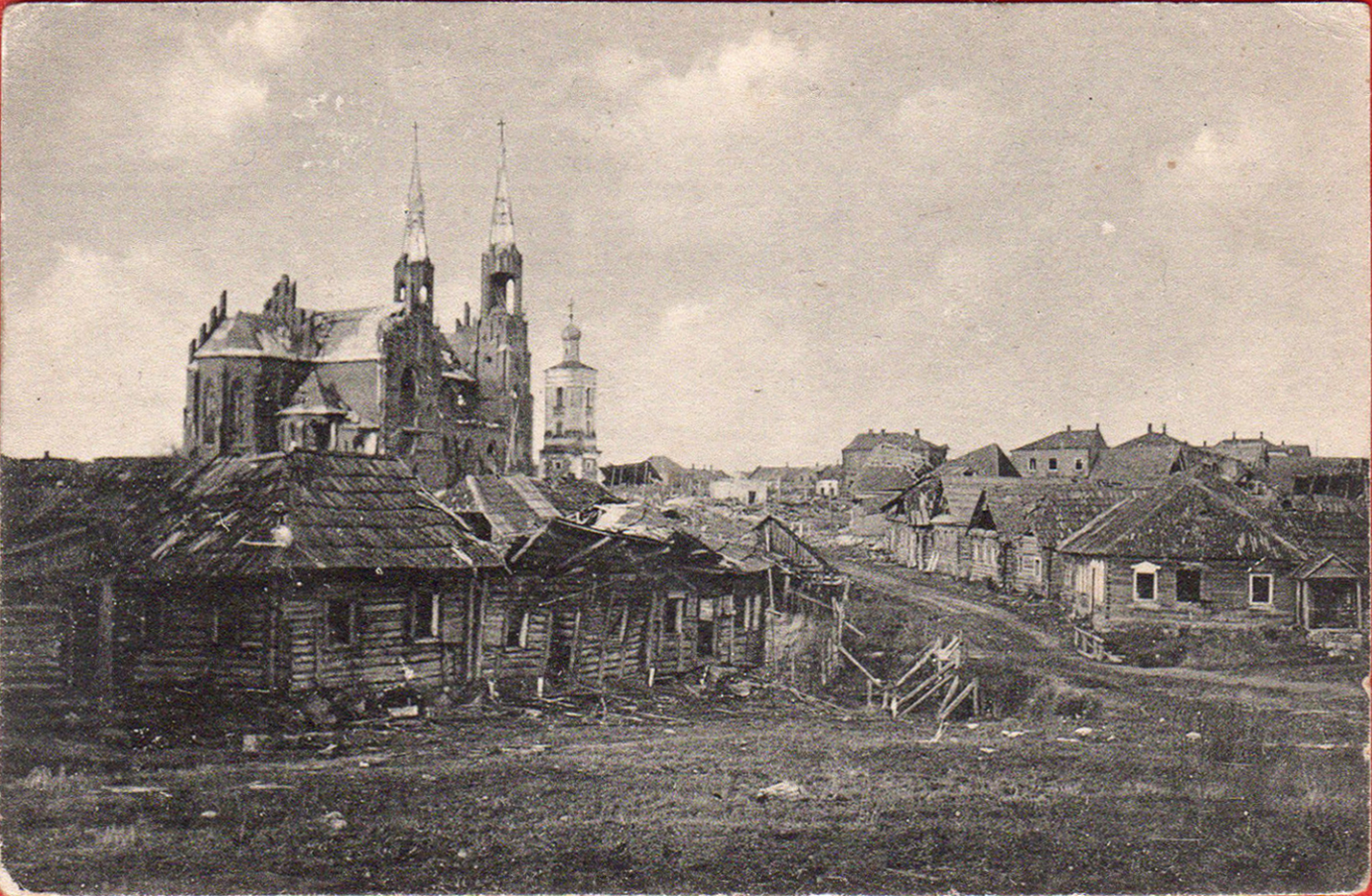
Rynek Tatarski
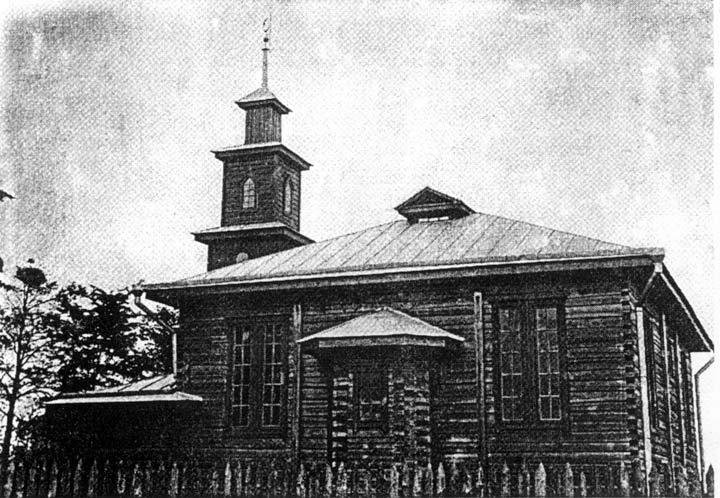
Meczet w 1935 roku
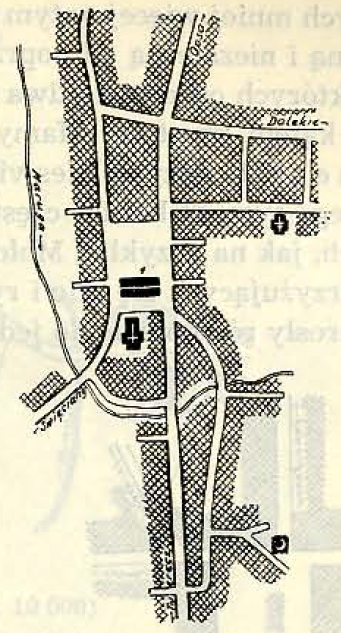
Plan miasteczka
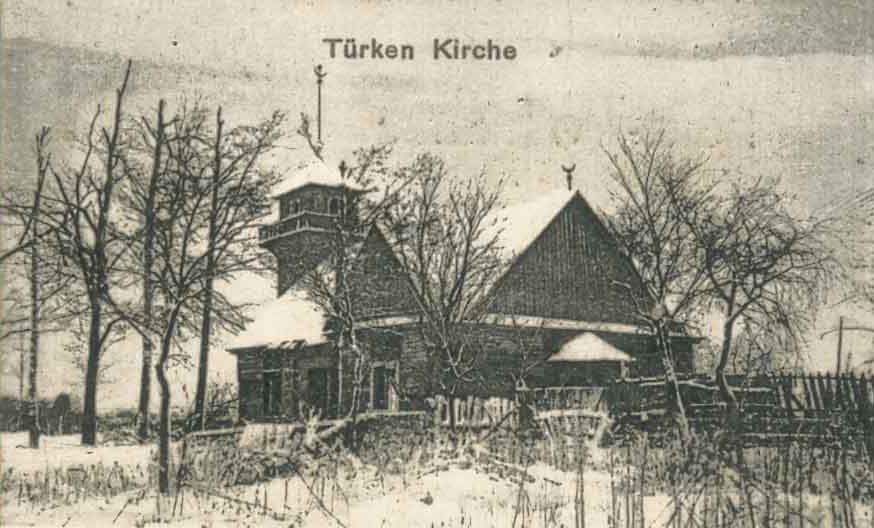
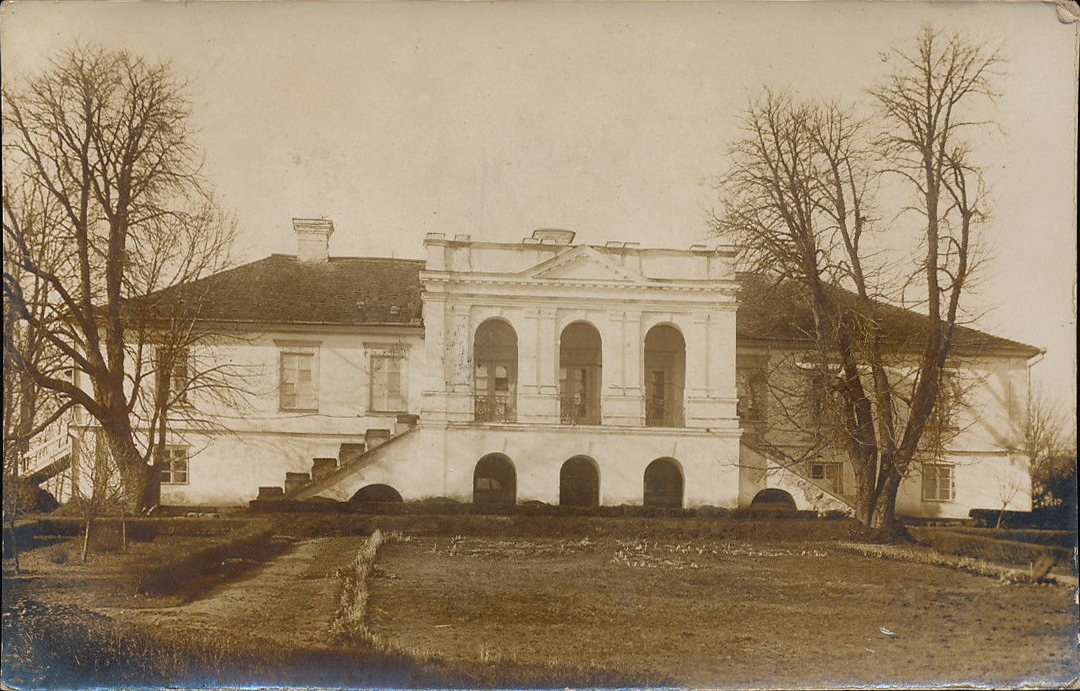
Widze Łowczyńskie